# Abel (Wassiljew)
Abel (russisch Авель / Awel, wiss. Transliteration Avel'; * 18. März 1757; † 29. November 1841 in Susdal, Russisches Kaiserreich) war ein russischer Mönch und Wahrsager bäuerlicher Herkunft. Geboren wurde er unter dem Namen Wassili Wassiljew (Василий Васильев).

## Leben
Für seine Vorhersagen (über die Tage und sogar Stunden des Todes von Katharina II. und Paul I., den Einmarsch der Franzosen und den Brand Moskaus) landete er immer wieder in Festungen und Gefängnissen und verbrachte insgesamt etwa 20 Jahre im Gefängnis. Auf Befehl von Nikolaus I. wurde Abel im Erlöser-Euthymios-Kloster inhaftiert, wo er im Jahr 1841 starb. In einer 1875 erschienenen Ausgabe der Russkaja Starina wurden Auszüge aus seinen Briefen, seiner Vita und aus anderen Werken («зело престрашных книг») sowie einige seiner Zeichnungen veröffentlicht.